# One-hit wonder
Betegnelsen one-hit wonder bruges om en musiker eller en musikgruppe, der kun har haft ét stort mainstream hit.
Nogle musikere, der er blevet kaldt one-hit wonders, har til en vis udstrækning bevidst tænkt sangen som et kortvarigt hit og har indspillet den for sjov eller for at tjene penge på en grille (for eksempel Buckner & Garcias Pac Man Fever, der var relateret til 1980'ernes arkadespil Pac-Man). Sædvanligvis er der dog tale om seriøse musikere, der forgæves kæmper for at fortsætte deres succes efter, at deres popularitet er aftaget.
One-hit wonders er almindelige inden for popmusikken, men har især været udbredt inden for genrer, der har domineret en periode, for derefter at forsvinde efter et par år, så som disco, New Wave og grunge.
Selvom termen sommetider benyttes nedsættende, har sangene og kunstnerne ofte en trofast fanskare. Nogle one-hit wonder-kunstnere har åbent taget denne idoldyrkelse til sig, mens andre har distanceret sig selv fra deres hit i et forsøg på at få succes med sange i en anden genre eller forfølge en ny karriere som sangskrivere (for eksempel Linda Perry fra 4 Non Blondes) eller en ledelsesstilling inden for musikindustrien (for eksempel Gerardo).
Nogle grupper (acts) opstod kun for at indspille ét enkelt nummer, men blev så succesrige, at de fortsatte, i hvert fald for en tid. Her skal blot nævnes Gary Glitter med Rock'n'Roll Part 1 og The Rubettes med Sugar Baby Love.
Som et paradoks kan nævnes, at én sanger til tider har stået bag flere one-hit wonders. Eksempelvis studiemusikeren Tony Burrows, som havde one-hit wonders med grupper som Flowerpot Men, Edison Lighthouse, The Pipkins og The First Class. Noget lignende har også været gældende for Christopher Hamill, som først havde et one-hit wonder med gruppen Kajagoogoo og sidenhen med soloprojektet Limahl.
Betegnelsen two-hit wonder er ikke så udbredt, men den bruges til tider om en musiker eller musikgruppe, der har haft to store mainstream hits.
One-hit wondersbandsbands og -solister kan i et land betragtes som one-hit wonders, hvor imens de i andre ikke er det. Dette betyder med andre ord, at kunstnerne godt kan have haft flere hits i andre lande, ofte i deres hjemland. Eksempelvis havde amerikanske Cameo 6 top 40 hits i UK og engelske Kajagoogoo havde 5 top 40 hits i UK. Visse kunstnere kan også betragtes i denne kategori selvom de har produceret flere sange, men kun ét hit der var stort nok til, at det er blevet husket i de efterfølgende år af den brede befolkning.
Blandt klassiske komponister nævnes Luigi Boccherinis Menuet, Aram Khachaturians Sabeldansen, Johann Pachelbels Canon i D-dur og Vittorio Montis Csárdás ofte som one-hit wonders.

## Definition
I The Billboard Book of One-Hit Wonders definerer musikjournalisten Wayne Jancik en one-hit wonder som "en kunstner, der kun én gang har opnået en placering på den nationale pop Top 40-hitliste."  Magasinet Billboard definerer en amerikansk one-hit wonder som en "kunstner, der ommer ind i top 40 på Billboard Hot 100 og aldrig vender tilbage til den placering."
Denne formelle definition kan inkludere kunstnere, som har haft større succes uden for deres eneste pophit, og som typisk ikke betragtes som one-hit wonders, samtidig med at den udelukker kunstnere, som har haft flere hits, men som er blevet overskygget af ét bestemt signatursang, eller de kunstnere, som kom ind i top 40, men som havde én sang, der opnåede mainstream popularitet på anden vis.

## Eksempler

### Australien

#### "20 to 1: One Hit Wonders"
I 2006 sendet den australske serie 20 to 1 en episode kaldet "20 to 1: One Hit Wonders", med en liste over sange, der var kunstnernes eneste succes i Australien.
| #  | Titel                              | Kunstner               | År   |
| -- | ---------------------------------- | ---------------------- | ---- |
| 1  | "My Sharona"                       | The Knack              | 1979 |
| 2  | "Born to Be Alive"                 | Patrick Hernandez      | 1979 |
| 3  | "Video Killed the Radio Star"      | The Buggles            | 1979 |
| 4  | "Turning Japanese"                 | The Vapors             | 1980 |
| 5  | "Funkytown"                        | Lipps Inc.             | 1980 |
| 6  | "Come on Eileen"                   | Dexys Midnight Runners | 1982 |
| 7  | "Spirit in the Sky"                | Norman Greenbaum       | 1969 |
| 8  | "99 Luftballons"                   | Nena                   | 1983 |
| 9  | "Don't Worry, Be Happy"            | Bobby McFerrin         | 1988 |
| 10 | "Pass the Dutchie"                 | Musical Youth          | 1982 |
| 11 | "Rockin' Robin"                    | Bobby Day              | 1958 |
| 12 | "Slice of Heaven"                  | Dave Dobbyn and Herbs  | 1986 |
| 13 | "Counting the Beat"                | The Swingers           | 1981 |
| 14 | "Tubthumping"                      | Chumbawamba            | 1997 |
| 15 | "I'll Be Gone"                     | Spectrum               | 1971 |
| 16 | "Mickey"                           | Toni Basil             | 1982 |
| 17 | "Achy Breaky Heart"                | Billy Ray Cyrus        | 1992 |
| 18 | "Venus"                            | Shocking Blue          | 1969 |
| 19 | "Mambo No. 5 (A Little Bit of...)" | Lou Bega               | 1999 |
| 20 | "Tainted Love"                     | Soft Cell              | 1981 |

### New Zealand

#### C4'sUChoose40: One Hit Wonders
I september 2006 sendet New Zealands musikkanal C4 en episode dedikeret til "One Hit Wonders" som en del af deres ugentlige, UChoose40, hvor hitlisten blev styret af seernes stemmer fra deres hjemmeside.
De ti bedste sange blev
| #  | Titel                         | Kunstner    | År   |
| -- | ----------------------------- | ----------- | ---- |
| 1  | "Teenage Dirtbag"             | Wheatus     | 2000 |
| 2  | "How Bizarre"                 | OMC         | 1996 |
| 3  | "Because I Got High"          | Afroman     | 2001 |
| 4  | "Ice Ice Baby"                | Vanilla Ice | 1990 |
| 5  | "Eye of the Tiger"            | Survivor    | 1982 |
| 6  | "Tubthumping"                 | Chumbawamba | 1997 |
| 7  | "My Sharona"                  | The Knack   | 1979 |
| 8  | "Video Killed the Radio Star" | The Buggles | 1979 |
| 9  | "Who Let the Dogs Out?"       | Baha Men    | 2000 |
| 10 | "I Touch Myself"              | Divinyls    | 1991 |

### United Kingdom
Guinness Book of British Hit Singles indeholder en liste over ‘one hit wonders’ fra 1979 til 2001 der består af kunstnere, hvor deres eneste hit i Top 75 er på førstepladsen.

#### One-Hit Wonders fra 1980'erne
Classic Pop magazines liste inkluderer kun kunstnere, der kom ind på den britiske Top 40 (sammensat af Gallup) i løbet af ders karriere, og inkluderer ikke kunstnere, som har medlemmer fra andre sucecsfulde bands fra 1980'erne. Top 10 listen er som følger:
1. "The First Picture of You" – The Lotus Eaters
2. "Twilight Café" – Susan Fassbender
3. "Big in Japan" – Alphaville
4. "Broken Land" – The Adventures
5. "Waiting for a Train" – Flash And The Pan
6. "Waiting for a Star to Fall" – Boy Meets Girl
7. "99 Red Balloons" – Nena
8. "Let My People Go-Go" – The Rainmakers
9. "The Captain of Her Heart" – Double
10. "Kissing with Confidence" – Will Powers

#### One-Hit Wonders fra 1990'erne
I 2020 sammensatte Absolute Radio 90s en liste bestående af 'the 20 greatest one-hit wonders of the 1990s' som en del af deres 10-års fødselsdagsfejring; listen var som følger (alfabetisk efter kunstner):
- "Spaceman" – Babylon Zoo (1996)
- "Wake Up Boo!" – The Boo Radleys (1995)
- "Drinking in L.A." – Bran Van 3000 (1997)
- "Bitch" – Meredith Brooks (1997)
- "Would I Lie To You?" – Charles & Eddie (1992)
- "Brimful of Asha" (Norman Cook Remix) – Cornershop (1997)
- "Mmm Mmm Mmm Mmm" – Crash Test Dummies (1993)
- "What's Up?" – 4 Non Blondes (1993)
- "There She Goes" – The La's (1990)
- "Steal My Sunshine" – Len (1999)
- "Everybody's Free (To Wear Sunscreen)" – Baz Luhrmann (1999)
- "The Impression That I Get" – The Mighty Mighty Bosstones (1997)
- "Flat Beat" – Mr. Oizo (1999)
- "You Get What You Give" – New Radicals (1998)
- "You’re Not Alone" – Olive (1997)
- "How Bizarre" – OMC (1995)
- "In The Meantime" – Spacehog (1996)
- "Two Princes" – Spin Doctors (1993)
- "Inside" – Stiltskin (1994)
- "Your Woman" – White Town (1997)

Udover disse one-hit wonders anerkendte NME også de følgende hits som one-hit wonders i 2014:
- "Sleeping Satellite" – Tasmin Archer (1992)
- "No Rain" – Blind Melon (1993)
- "Tubthumping" – Chumbawamba (1997)
- "Save Tonight" – Eagle-Eye Cherry (1997)
- "Groove Is in the Heart" – Deee-Lite (1990)
- "Breakfast at Tiffany’s" – Deep Blue Something (1995)
- "I Touch Myself" – Divinyls (1990)
- "To Earth with Love" – Gay Dad (1999)
- "Three Little Pigs" – Green Jellÿ (1992)
- "Glorious" – Andreas Johnson (1999)
- "Here Comes the Hotstepper" – Ini Kamoze (1994)
- "Jump" – Kris Kross (1992)
- "Stay" – Lisa Loeb (1994)
- "Can You Dig It?" – The Mock Turtles (1991)
- "One Of Us" – Joan Osborne (1995)
- "I’ll Be There For You" – The Rembrandts (1995)
- "Everybody's Free (To Feel Good)" – Rozalla (1991)
- "Scatman (Ski-Ba-Bop-Ba-Dop-Bop)" – Scatman John (1994)
- "Closing Time" – Semisonic (1998)
- "Baby Got Back" – Sir Mix-a-Lot (1992)
- "Runaway Train" – Soul Asylum (1993)
- "Connected" – Stereo MC's (1992)
- "Cotton Eye Joe" – Rednex (1994)
- "One Headlight" – The Wallflowers (1997)

#### One-Hit Wonders fra 2000'erne
Baseret på en kombination af hitlisteplacering og salgstal lavede BBC nedstående liste over one-hit wonders i marts 2017:
- Afroman – "Because I Got High" (2001)
- The Bravery – "An Honest Mistake" (2005)
- DJ Pied Piper & The Masters of Ceremonies – "Do You Really Like It?" (2001)
- Duffy – "Mercy" (2008)
- Gnarls Barkley – "Crazy" (2006)
- Junior Senior – "Move Your Feet" (2002)
- Las Ketchup – "The Ketchup Song (Aserejé)" (2002)
- Spiller (featuring Sophie Ellis-Bextor) – "Groovejet (If This Ain't Love)" (2000)

Fra BBC Radio 2 showet One Hit Wonders with OJ Borg der startede 2. november 2020...(i alfabetisk rækkefølge):
- Bodyrockers – "I Like the Way"[14]
- Caesars – "Jerk It Out"[15]
- Kevin Lyttle (feat. Spraga Benz) – "Turn Me On"[16]
- Nizlopi – "The JCB Song"[17]
- Planet Funk – "Chase the Sun"[18]
- Sweet Female Attitude – "Flowers"[19]
- The Temper Trap – "Sweet Disposition"[20]

#### One-Hit Wonders fra 2010'erne
The Official Charts Companys liste af de største one-hit wonder rudgivet i 2010'erne baseret på salgstal og streaming. Ligesom Classic Pops liste er den britsike Top 40 singlehitliste det skærende punkt. Liste er som følger:
1. Passenger - "Let Her Go" (2012)
2. Lukas Graham - "7 Years" (2015)
3. Mr. Probz - "Waves" (2013)
4. Gotye featuring Kimbra - "Somebody That I Used to Know" (2011)
5. Walk the Moon - "Shut Up and Dance" (2014)
6. Calum Scott - "Dancing on My Own" (2016)
7. Vance Joy - "Riptide" (2013)
8. Portugal. The Man - "Feel It Still" (2017)
9. The Lumineers - "Ho Hey" (2012)
10. Kungs vs. Cookin' on 3 Burners - "This Girl" (2016)